# Ipomoea chondrosepala
Ipomoea chondrosepala là một loài thực vật có hoa trong họ Bìm bìm. Loài này được Hallier f. mô tả khoa học đầu tiên năm 1899.